# Конго (игра)

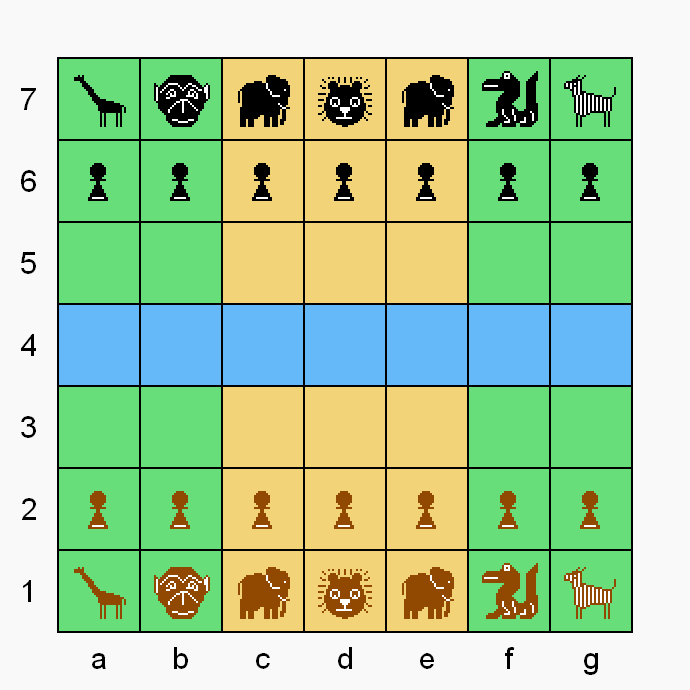
Поле для конго и начальная позиция. На диаграмме замки желтого цвета, река синего. Начальная позиция: жирафы (вертикаль a), обезьяны (b), слоны (c и e), львы (d), крокодилы (f) и зебры (g). Пешки занимают вторую и шестую горизонтали.

Конго — вариант шахмат, изобретённый Демианом Фрилингом в 1982 г., когда ему было около восьми лет. Его отец (голландский изобретатель абстрактных игр Кристиан Фрилинг) предложил ему разработать вариант использования игрового поля 7×7. Демьян уже знал шахматы и сянци, и его игра сочетает их некоторые черты. Конго стал вторым по популярности вариантом шахмат игрового клуба Fanaat в Энсхеде, Нидерланды.

## Доска
Игровое поле — квадрат 7×7 игрового поля. На поле есть два замка 3×3 для обитания львов. Река делит доску горизонтально через центр.

## Правила игры
Начальная позиция показана на рисунке. Белый (коричневый на схеме) ходит первым. Игроки ходят по очереди. Игра заканчивается выигрышем одной из сторон, когда взят лев противника.
В конго нет шаха, так что лев может пойти на атакуемое поле (в этом случае соперник выигрывает следующим ходом). Поэтому в конго не бывает пата.

### Фигуры и их ходы

#### Лев
Лев может ходить на клетку соседнюю по стороне или углу — так же как шахматный король. Лев не может покидать свой 3×3 замок. Лев также имеет возможность брать льва противника ходом шахматного ферзя через реку по открытому столбцу или диагонали.

#### Зебра
Зебра ходит и берёт фигуры точно так же, как шахматный конь.

#### Слон
Слон может ходить и брать на одну или две клетки прямо. 
Если он ходит или берет на две клетки, он прыгает через клетку между ними вне зависимости от того, занята она или нет.

#### Жираф
Жираф ходит (но не берет) на один шаг в любом направлении. Он также может ходить и брать на поле через одно от своего в любом направлении по прямой. Клетка между начальным и конечным полем при этом перепрыгивается.

#### Обезьяна
Обезьяна ходит (но не берет) на один шаг в любом направлении. Она может также взять вражескую фигуру, если она стоит на любом соседнем поле, перепрыгнув через нее на следующее поле. 
Как и в международных шашках, за один ход можно взять несколько фигур.
При множественном взятии:
- можно последовательно прыгать в разных направлениях;
- через каждую фигуру можно перепрыгивать только один раз;
- прыгать на одно поле можно несколько раз;
- все взятые фигуры убираются с доски только после завершения всего хода.

В отличие от шашек, в конго взятие не обязательно.

#### Крокодил
Крокодил ходит и берет на один шаг в любом направлении. Также он может ходить и брать как шахматная ладья, если он бежит к реке по вертикали (в ттом числе прыгает в неё) или плавает в ней по горизонтали.

#### Пешка
Пешка ходит и берет на один шаг прямо или по диагонали вперед. Миновав реку, она также может ходить (но не брать) на одну или две клетки назад (без прыжка).
Достигнув последней горизонтали, Пешка превращается в суперпешку. Суперпешка ходит и берет так же, как пешка, но при этом может ходить и брать на один шаг вбок и ходить (но не брать) на одну или две клетки прямо или по диагонали назад (без прыжка). Её ходы не зависят от позиции на поле.

### Утопление
Любая фигура, попавшая в реку (кроме крокодила), на следующий ход должна выйти из нее, иначе она утонет. Утонувшая фигура в конце хода убирается с доски.
Обезьяна во время множественного взятия может входить и выходить из реки. Она тонет только если «заканчивает» в реке два последовательных хода. После такого хода, все побитые фигуры все равно убираются с доски.

## Конец игры
Если остаются только два льва, игра, скорее всего, закончится вничью. Лев и любая фигура — даже пешка — выигрывают у одинокого льва.

## Внешние ссылки
- Official website MindSports.nl
- Congo The Chess Variant Pages
- Congo   на BoardGameGeek (англ.)(англ.)
- Fanaat games club (the Netherlands)
- Congo a simple program by Ed Friedlander (Java)